# José Mandelli Filho
José Mandelli Filho (Bento Gonçalves, 21 de novembro de 1915 – 25 de junho de 2004) foi um político brasileiro.
Filho de José Mandelli e de Josefina Bianchessi Barbieri. Casou com Clélia Maria Mandelli.
Iniciou sua carreira política como prefeito de Erechim, cargo no qual permaneceu de 1952 a 1955. Eleito no ano seguinte vereador em Erechim pelo Partido Trabalhista Brasileiro (PTB), foi novamente prefeito de Erechim, de 1960 a 1963. Nas eleições estaduais no Rio Grande do Sul em 1962 foi eleito suplente de deputado federal. Concluindo seu mandato de prefeito em 1963, assumiu uma cadeira na Câmara Federal em abril de 1964, logo após a eclosão do movimento político-militar que depôs o presidente João Goulart e promoveu inúmeras cassações de parlamentares. Com a extinção dos partidos políticos pelo Ato Institucional Número Dois e a posterior implantação do bipartidarismo, filiou-se ao Movimento Democrático Brasileiro (MDB), eleito deputado federal nas eleições estaduais no Rio Grande do Sul em 1966, sendo reeleito nas eleições estaduais no Rio Grande do Sul em 1970. Em março de 1974 foi um dos sete representantes do MDB que compareceram à posse do presidente Ernesto Geisel. Nas eleições estaduais no Rio Grande do Sul em 1974 foi novamente reeleito. Ao final do seu mandato, em janeiro de 1979, deixou a Câmara Federal.